# Michał Hanćkowiak
Michał Hanćkowiak (ur. 11 marca 1969 w Poznaniu) – polski matematyk, doktor habilitowany nauk matematycznych. Specjalizuje się w informatyce teoretycznej, matematyce dyskretnej oraz algorytmach (grafowych i rozproszonych). Adiunkt na Wydziale Matematyki i Informatyki Uniwersytetu im. Adama Mickiewicza w Poznaniu.

## Życiorys
Studia z matematyki ukończył na poznańskim UAM, gdzie następnie został zatrudniony. Stopień naukowy doktora uzyskał w 2001 na podstawie pracy pt. Algorytmy rozproszone poszukiwania maksymalnych skojarzeń w grafach, przygotowanej pod kierunkiem prof. Michała Karońskiego. Habilitował się w 2013 na podstawie dorobku naukowego i rozprawy pt. Rozproszone algorytmy aproksymacyjne. Pracuje jako adiunkt w Zakładzie Teorii Algorytmów i Bezpieczeństwa Danych Wydziału Matematyki i Informatyki UAM.
Artykuły publikował w takich czasopismach jak m.in. Journal of Discrete Algorithms, SIAM Journal on Discrete Mathematics oraz Computing and Combinatorics.